# Papir 68
El papir 68 (amb la numeració Gregory-Aland), designat per {\displaystyle {\mathfrak {P}}} 68, és una còpia del Nou Testament en grec. És un manuscrit de papir de la Primera Epístola als Corintis. Els textos que sobreviuen de la Primera epístola als Corintis són els versets 4: 12-17; 4: 19-5: 3. El manuscrit paleogràficament ha estat assignat al segle VII.
El text grec d'aquest còdex es barreja. Aland la va situar a la categoria III.
Es troba a la Biblioteca Nacional de Rússia (Gr. 258B) a Sant Petersburg.